# Taufa'ahau Tupou IV
Tāufaʻāhau Tupou IV (Nascido Siaosi Tāufaʻāhau Tupoulahi, Nucu’alofa, Tonga, 4 de julho de 1918 – Auckland, Nova Zelândia, 10 de setembro de 2006) foi o rei de Tonga desde 1965 após a morte de sua mãe, Salote Tupou III até à sua morte em 2006. 

## Primeiros anos

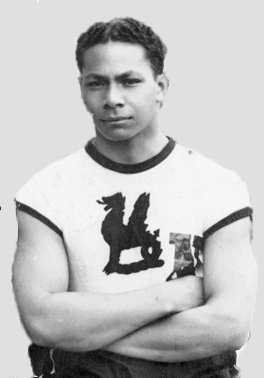
O então Príncipe Siaosi na juventude.

Nascido em 4 de julho de 1918 com o nome de Siaosi Tāufaʻāhau Tupoulahi, sendo o primeiro filho de Salote Tupou III e de seu marido, o príncipe-consorte Viliami Tungī Mailefihi. No decorrer dos anos o jovem Siaosi recebeu vários títulos, como “Tupouto’a” em 1937 e posteriormente Tungi em homenagem ao seu pai. Usou este último título até à sua morte.
Em sua juventude foi um renomado desportista e pregador religioso. Foi educado na Newington College e estudou direito na Sydney University na época que residia na Austrália. Ao retornar a Tonga em 1943 foi nomeado como Ministro da Educação e posteriormente Ministro da Saúde em 1944. Ele foi finalmente nomeado premier do Reino de Tonga em 1949 em nome de sua mãe. Na juventude teve grande popularidade e influencia em Tonga, que era regida por um sistema aristocrático onde os nobres comandavam 70% da Assembléia Legislativa. 
Ele manteve o título de Tungī até morrer. De um ponto de vista tradicional, ele não era apenas o Tungī, que é o descendente direto dos Tu'i Ha'atakalaua, mas também era, ao se tornar rei, o 22º Tu'i Kanokupolu. O vínculo com os Tu'i Tonga era mais indireto. Ele também não era um Tu'i Tonga (já que esse cargo foi transferido para o Kalaniuvalulinhagem), mas sua avó Lavinia Veiongo (esposa de Jorge Tupou II) era a bisneta de Laufilitonga, o última Tu'i Tonga, e sua esposa Halaevalu Mata'aho (não deve ser confundida com a esposa do rei de mesmo nome e mesma família), que era a filha de Tupou ʻAhomeʻe, que era a filha de Lātūfuipeka, a Tamahā (irmã dos Tuʻi Tonga). Por conseqüência, a filha do rei, Pilolevu, foi a primeira mulher na cultura tonganesa a realmente ter o sangue das três principais dinastias reais em suas veias e se tornou a pessoa de maior posição de todos os tempos. 

## Reinado
Siaosi subiu ao trono como rei de Tonga em 16 de dezembro de 1965, pouco depois da morte de sua mãe Salote Tupou III. Ele assumiu o título de Tāufaʻāhau Tupou IV e sendo coroado em 4 de julho de 1967.
Na década de 1970 ficou mundialmente conhecido por ser o chefe de Estado 'mais pesado do mundo', com um peso de 200kg (equivalente a 440 libras e 31 pedras). O governo alemão, que sempre recebia visitas diplomáticas do rei, encomendou várias cadeiras especiais que suportassem o peso do rei, que além do peso calçava sapatos com 47 de comprimento e 52 de largura e era bem alto, medindo 1,96 de altura.
Quanto à política, ele exerceu muita influência sobre o parlamento tonganês, composto em sua maior parte por nobres e pessoas ligadas à família real. Seu primeiro ministro na maior parte do reinado foi seu irmão mais novo Fatafehi Tu'ipelehake. Entretanto o rei também se envolveu em escândalos de investimento, como o que envolveu o consultor financeiro americano Jesse Bogdonoff. Tal polêmica fez os movimentos por mais transparência política e democracia em Tonga serem cada vez mais populares com o passar dos anos. Em 2005 durante uma greve dos serviços públicos, o rei anunciou uma grande reforma no parlamento nacional, que ao poucos fez com que Tonga aderisse a uma democratização, esta que foi debatida e trabalhada por semanas antes da morte do rei. Em 11 de fevereiro de 2006 o rei nomeou Feleti Sevele como primeiro-ministro, sendo, na história de Tonga, o primeiro chefe de governo a não ser de família nobre. 

## Morte e Funeral
Em 15 de agosto de 2006 o primeiro-ministro Feleti Seleve anunciou, na rádio e televisão, que o rei estava gravemente doente. O rei faleceu em 10 de setembro de 2006, com 88 anos e com um reinado de 41 anos.
O funeral do rei ocorreu em 19 de setembro de 2006, no cemitério real (Mala’e Kula) e foi assistido por milhões de tonganeses, contanto ainda com representantes internacionais como; Naruhito, até então príncipe-herdeiro do Japão. Helen Clarck, primeira-ministra da Nova Zelândia. Laisenia Qarase, primeiro-ministro do Fiji. Fatafehi Tu'ipelehake, presidente de Vanuatu. Togiola Tulafono, governador da Samoa Americana. Vivian Young, o premier de Niue e o duque de Gloucester, primo da rainha Isabel II e que a representou no enterro. O mesmo contou com uma combinação de ritos fúnebres cristãos com antigas práticas polinésias.
Pouco antes de sua morte o rei estava com 88 anos de idade, fazendo dele o monarca mais velho da época, junto com o rei da Tailândia Bhumibol Adulyadej e a rainha Isabel II do Reino Unido.
Foi sucedido por seu filho mais velho Siaosi Tāufaʻāhau Manumataongo Tukuʻaho Tupou, que assumiu o trono com o nome de Jorge Tupou V. 